# Претро, Ипполит Александрович
Ипполи́т Алекса́ндрович Претро́ (фр. Hyppolit Nikolas Emil Pretreaus; 1871/1872—1937) — русский и советский архитектор.

## Биография
Родился 31 декабря 1871 (12 января 1872) года в семье железнодорожного служащего, французского подданного Жана Александра Претро и шведской подданной Жезефы Шарлотты Гренмарк. Был крещён 24 мая 1872 года в Евангелическо-лютеранской церкви Св. Екатерины. В 1889 году получил российское гражданство. В 1897 году принял православие и женился на дочери тайного советника Елизавете Ивановне Неклюдовой (род. 1874).
В семье было четверо сыновей: Иван (1898/9—1942, умер в блокаду), Ипполит (род. 1899), Сергей (1901—1942, погиб на фронте), Николай (род.1902).
Семья жила в доме №25 на Миллионной улице.
Старший брат Ипполита Александровича — Александр Александрович Претро окончил Военно-медицинскую академию.  Его внучка (внучатая племянница И.А.Претро) ㅤㅤㅤ— Коринна Германовна Претро (род. 1939), художник, иллюстратор.
Учился в 8-й Санкт-Петербургской гимназии и, с 1888 года, в гимназии Санкт-Петербургского историко-филологического института. По окончании гимназического курса в 1892 году поступил в Высшее художественное училище при Императорской Академии художеств, получил свидетельство о праве производить постройки в 1899 году, завершал образование в мастерской Л. Н. Бенуа при Академии. Получил звание художника-архитектора в 1901 году. В 1902 году был избран действительным членом Петербургского общества архитекторов.
В 1902—1917 годах И. А. Претро, наряду с преподавательской и архитектурной деятельностью в приюте принца П. Г. Ольденбургского и других благотворительных учреждениях, имел обширную проектную и строительную частную практику. Среди его работ этого периода наибольшую архитектурную ценность представляют постройки в стиле северного модерна.
В 1920-х—1930-х годах И. А. Претро являлся главным архитектором-художником архитектурной мастерской ЛенИЗО, профессором Академии художеств; автором проектов различных зданий и комплексов в Ленинграде, Перми, Харькове, Новосибирске и Запорожье.
Арестован 10 октября 1937 года. Комиссией НКВД и Прокуратуры СССР 11 декабря 1937 года приговорён по статье 58-6-8-11 УК РСФСР к высшей мере наказания. Расстрелян 20 декабря 1937 года в числе ста обвиняемых по так называемому «делу РОВС».

По воспоминаниям современников Ипполит Александрович был человеком, страстно увлеченным своим делом и бескорыстно помогавшим своими авторитетными консультациями архитекторам и инженерам по всей стране до конца своей трагически окончившейся жизни.— Из Книги Памяти жертв политических репрессий «Ленинградский мартиролог»
Место захоронения Ипполита Александровича Претро неизвестно. В память о нем потомки поставили в роще Левашовской пустоши крест.
Репрессирован также был его родственник (отец жены сына — Ипполита Ипполитовича Претро) — архитектор Борис Михайлович Кишкин. Сын И.И.Претро и Лидии Борисовны Претро (Кишкиной) — Олег Ипполитович Претро (1921—1941) погиб на фронте.  
Другие внуки И.А.Претро — Вадим Иванович Претро (род. 1932), Георгий Ипполитович Претро (род. 1931), Николай Николаевич Претро (род. 1928)  пережили блокаду. Его потомки — правнучка, праправнучка, ее дети — живут в Санкт-Петербурге.

## Проекты

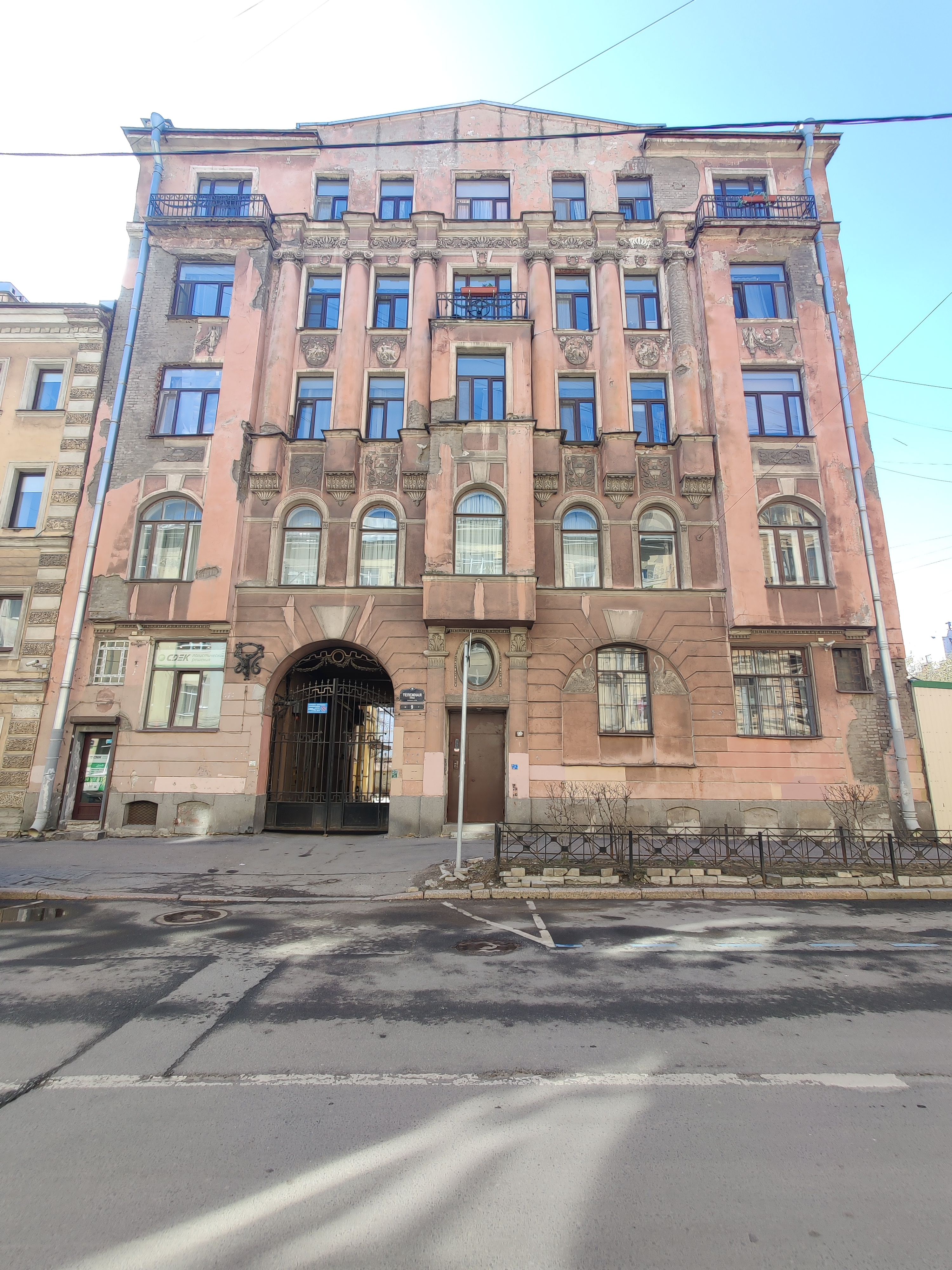
Тележная, д. 9

- 12-я Красноармейская улица, д. № 36 — здание сиротского приюта принца П. Г. Ольденбургского. 1902.
- Чкаловский проспект, д. № 34 /Пудожская улица, д. № 1 — доходный дом. 1902—1904.
- Набережная Крестовки, д. № 8 — дача М. Э. Клейнмихель. Перестройка. 1904. (Перестроена).
- Большой проспект Петроградской стороны, д. № 73, правый корпус  памятник архитектуры (вновь выявленный объект)[16] — один из корпусов Женского благотворительного института принцессы Терезии Ольденбургской. 1905.
- Верейская улица, д. № 13а — доходный дом. 1905.
- Курская улица, д. № 13 — доходный дом. 1905. (Надстроен).
- Гатчинская улица, д. № 27-29, левая часть — доходный дом. 1906.
- Большой проспект Петроградской стороны, д. № 44 / Стрельнинская улица, д. № 1 / Ораниенбаумская улица, д. № 2  памятник архитектуры (вновь выявленный объект)[16] — доходный дом Т. Н. Путиловой («Дом с совами»), яркий образец северного модерна. 1906—1907.
- Улица Воскова, д. № 31/улица Ленина, д. № 1/Сытнинская улица, д. № 20  памятник архитектуры (вновь выявленный объект)[16] — доходный дом Е. В. Сажина. 1908—1909.
- Улица Жуковского, д. № 43-45, правая часть — доходный дом. 1909.
- 3-я линия В. О., д. № 54 — дом общества вспоможения бедным. 1909.
- Тележная улица, д. № 9  памятник архитектуры (вновь выявленный объект)[16] — доходный дом П. А. Фролова. 1909.
- Улица Воскова, д. № 17 — доходный дом. 1910.
- Лиговский проспект, д. № 44 — доходный дом А. Н. Перцова. 1910—1911. Участие. Автор-строитель С. П. Галензовский.
- Каменноостровский проспект, 24а — надстройка и расширение (1910—1911).
- Подрезова улица, д. № 20 — доходный дом. 1911.
- Рижский проспект, д. № 35 — доходный дом. 1911.
- Усадьба Беллей, Петергоф, ул. Садовая, 24. 1907—1911[17][18].
- Средний проспект В. О., д. № 51-53 — 12-я линия, д. № 39  памятник архитектуры (вновь выявленный объект)[16] — доходный дом А. А. Смирнова (А. К. Бенигсена[19]). 1911—1912. И. П. Претро проектировал планировку. Фасады в стиле эклектики (стилизация под елизаветинское барокко) созданы С. С. Серафимовым. В конце 1940-х — начале 1950-х дом № 51 расширен по Среднему проспекту.
- Проспект Обуховской Обороны — Мурзинская улица, 1911—1914: здания училища глухонемых, фермы-школы, ремесленных мастерских и церковь Филиппа. (Церковь не сохранилась).
- Набережная канала Грибоедова, д. № 158 — доходный дом С. С. Трайнина. Северный модерн. 1912.
- Улица Мира, д. № 25 / Певческий переулок, д. № 18 — доходный дом. 1912.
- Дивенская улица, д. № 18/Певческий переулок, д. № 16 — доходный дом. 1912.
- Малый проспект Петроградской стороны, д. № 52/Ораниенбаумская улица, д. № 19 — доходный дом. 1912—1913.
- Пионерская улица, д. № 31 — доходный дом. 1912—1913.
- Разъезжая улица, д. № 17 — доходный дом. Надстройка. 1912—1913.
- Миллионная улица, д. № 25 — доходный дом. Перестройка. 1913. В этом же доме (в кв. № 8) И. А. Претро впоследствии и жил.
- 11-я линия, д. № 48  памятник архитектуры (вновь выявленный объект)[16] — доходный дом И. Л. Львова. 1913.
- Набережная канала Грибоедова, д. № 150 — доходный дом Т. М. Любищевой. 1914.
- Улица Маяковского, д. № 10 — доходный дом. Перестройка. 1914.
- Сытнинская улица, д. № 10 — доходный дом. 1914. Включён существовавший дом.
- Тверская улица, д. № 20 — жилой дом Тверского товарищества квартировладельцев. 1914—1916. Совместно с И. Ф. Безпаловым. Закончен в 1924.
- Пионерская улица, 53  памятник архитектуры (вновь выявленный объект)[16] — Комплекс построек трикотажной фабрики «Красное Знамя». 1925—1937. Руководство строительством. Участвовали арх. С. О. Овсянников, арх. Э. Мендельсон (в начале проекта, до 1926: проект силовой подстанции)[20], инж. Е. А. Третьяков. Памятник конструктивизма. См. также ,  Архивная копия от 2 марта 2008 на Wayback Machine.
- Улица Декабристов, 29. Жилой дом. 1932—1934.
- Харьков. Пл. Конституции, 1. Дом страхового общества «Россия». 1914—1916. Памятник архитектуры местного значения. Харьковские истории. Дворец труда Архивная копия от 7 августа 2020 на Wayback Machine
- Новосибирский театр оперы и балета. Участие на начальном этапе проектирования (1930-е годы[8]; театр открыт в мае 1945).

## Галерея

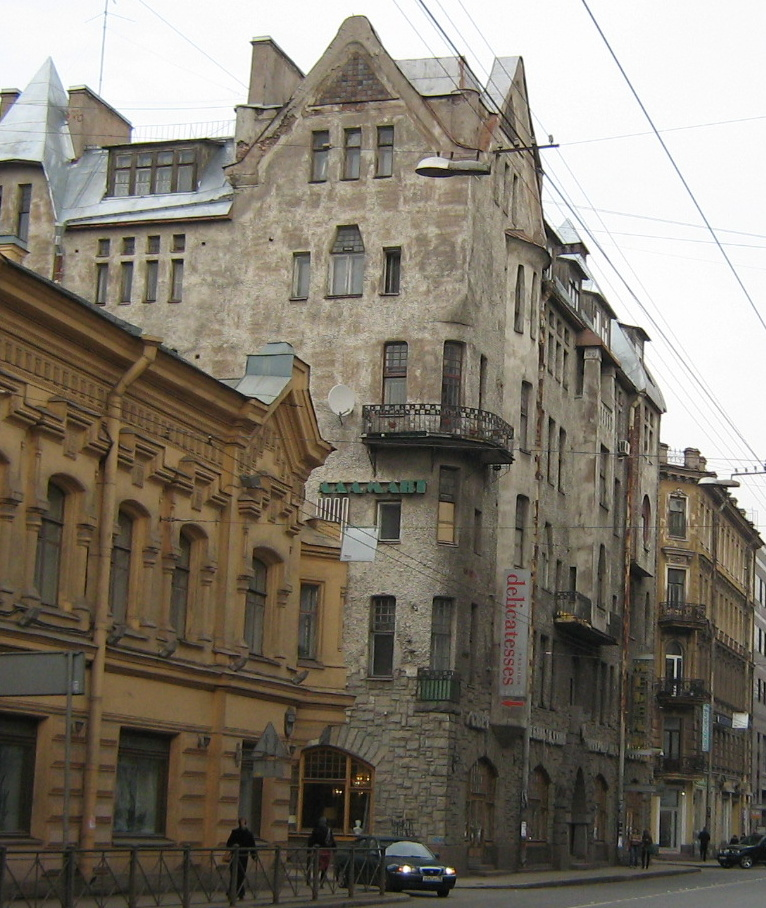
Вид вдоль Большого пр. П.С. на дом Путиловой («Дом с совами»).
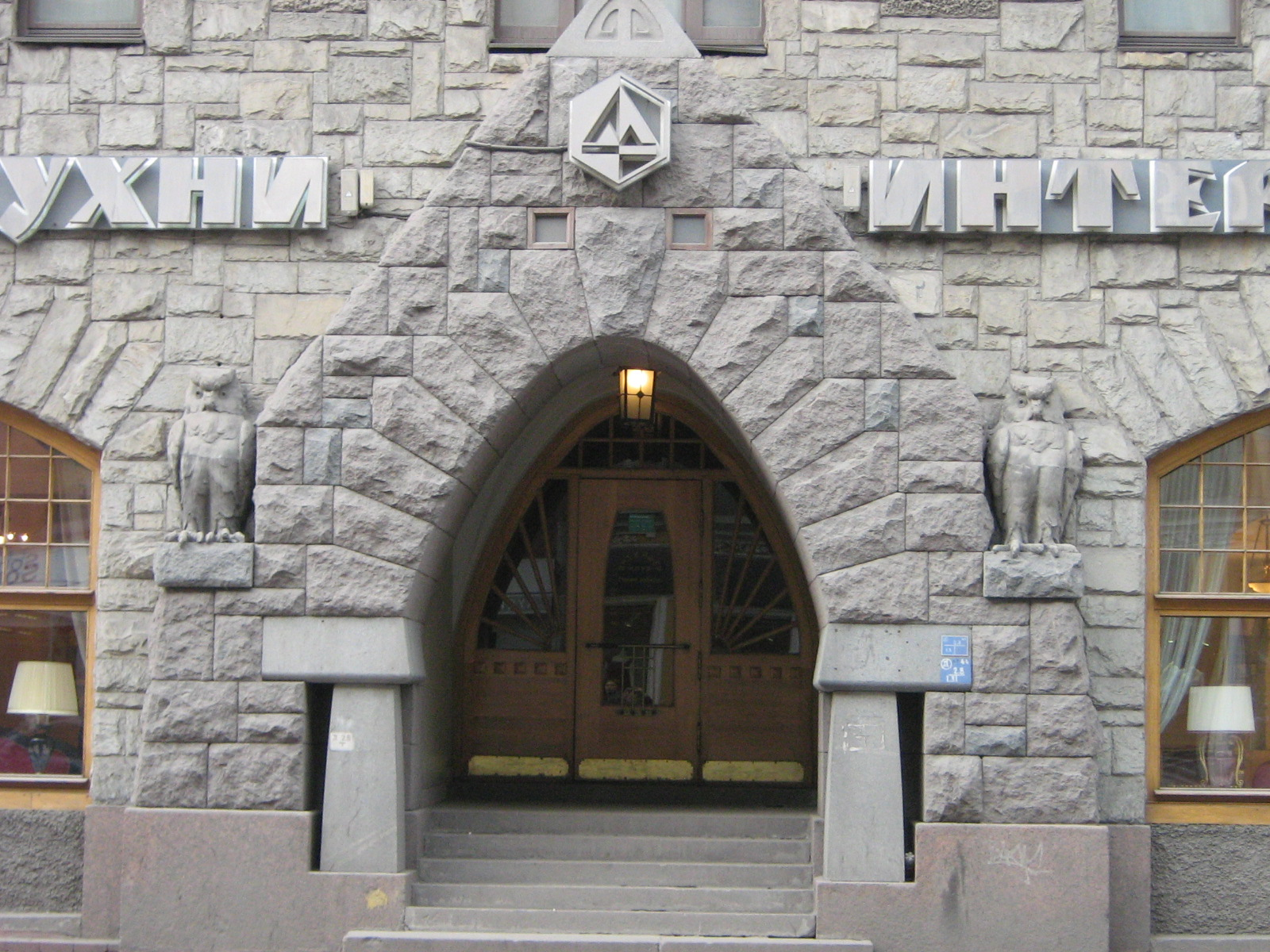
Портал «Дома с совами».
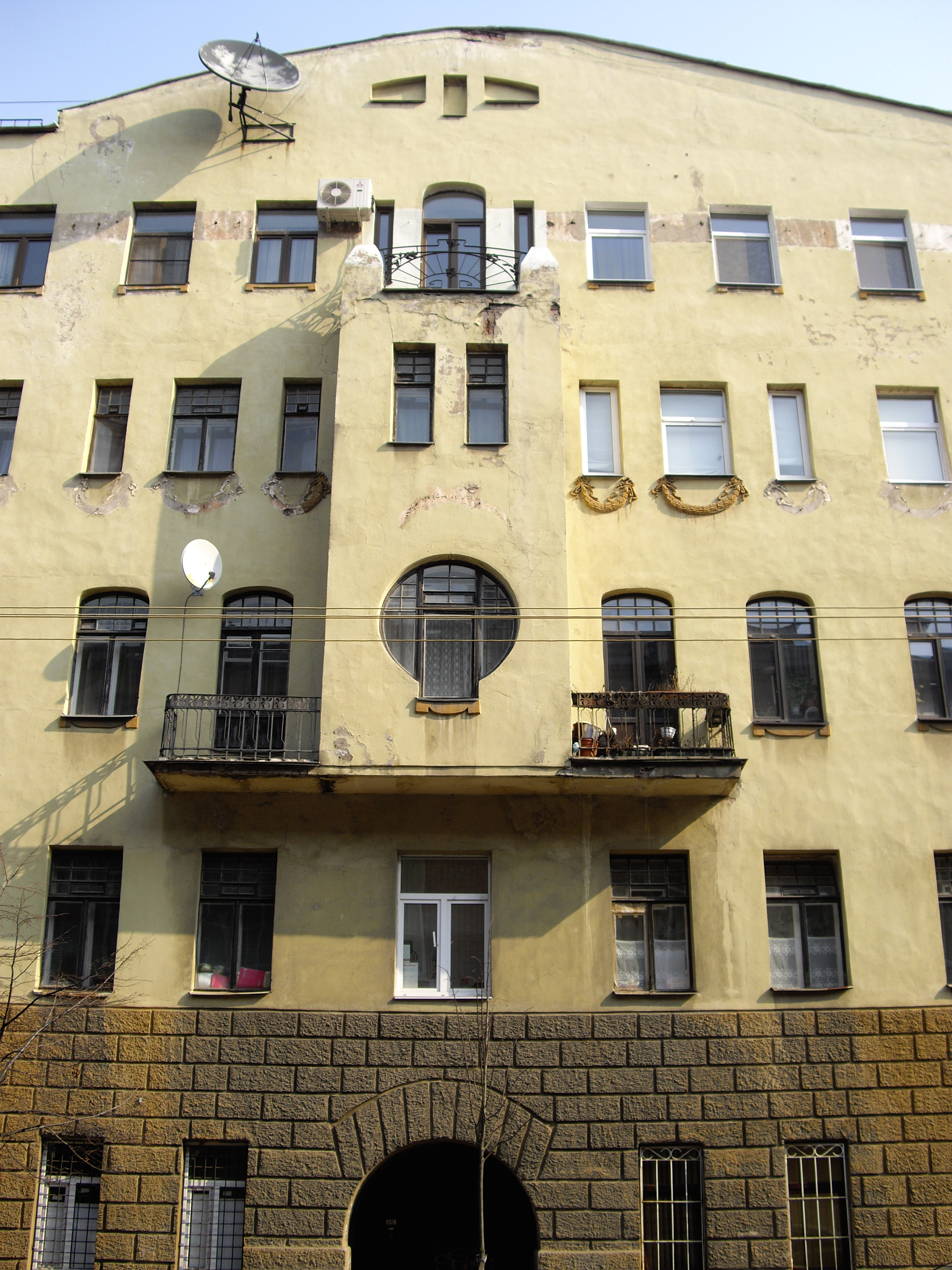
Гатчинская ул., 27-29, центр левой части фасада.
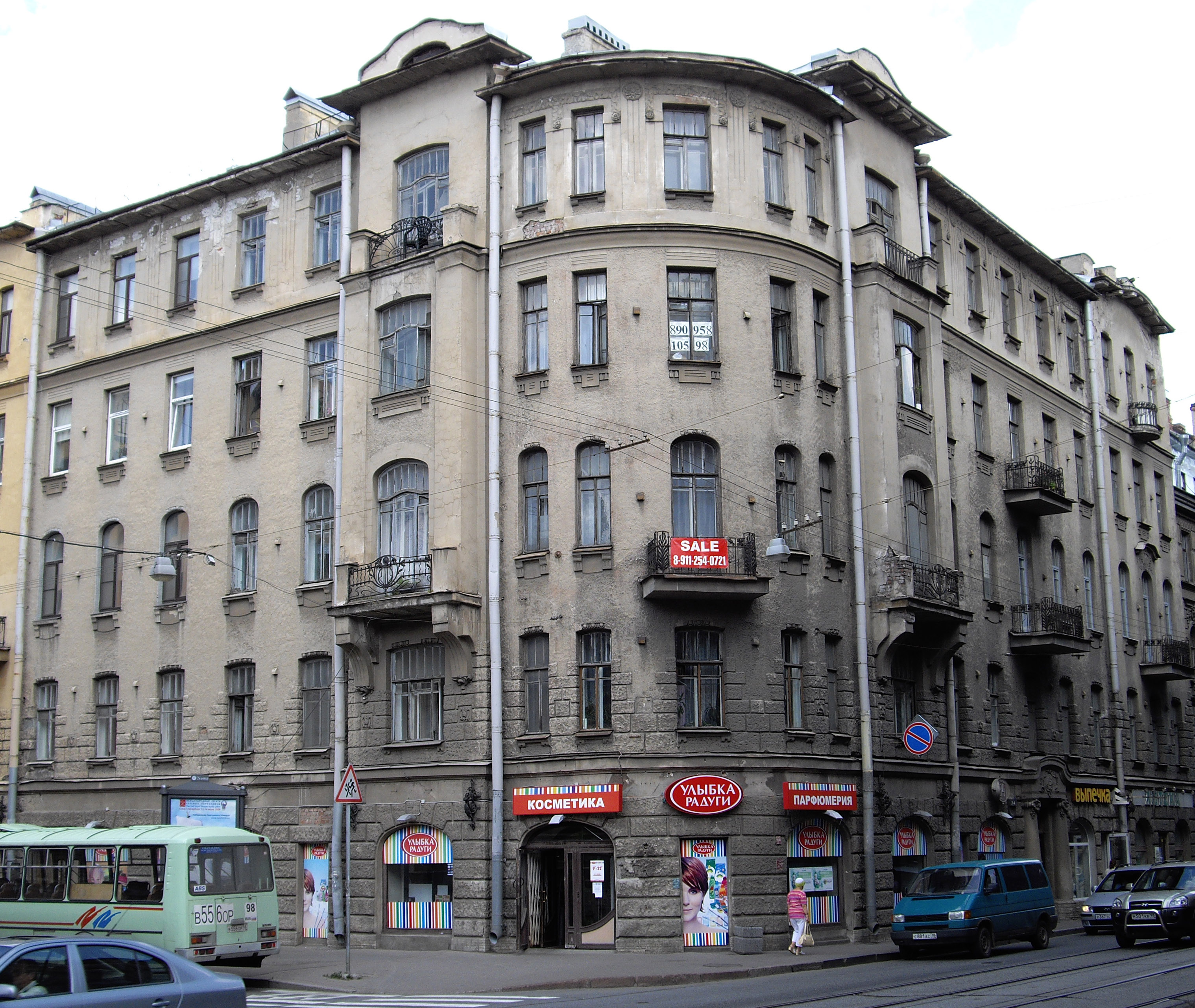
Пудожская ул., 1 / Чкаловский пр., 34.